# Virus Meadow
Albums de And Also the Trees
And Also the Trees
(1984) The Evening of the 24th
(1987)
Virus Meadow est le deuxième album studio du groupe anglais And Also the Trees, sorti en juin 1986.
Il a été enregistré à Rich Mixture pendant l'hiver 1985-1986 par Mel Jefferson et Richard Waghorn et mixé à Southern, Myddleton Road. La pochette a été réalisée par Nick Havas (Fabrizio & Fabrizio) à partir d'une photo de Simon Crane, pseudonyme de Simon Huw Jones, qui représente une coupe de fruits posée sur une table recouverte d'un drap blanc derrière laquelle s'étire l'ombre d'une fenêtre ensoleillée. 
Le titre éponyme a été inspiré par l'épidémie de peste noire qui ravagea au XVIIIe siècle la totalité du hameau où vivaient les frères Jones, près d'Inkberrow, dans le Worcestershire, et contient une référence à une légende locale, La Légende des sept cloches d'argent. Le roman de Herman Hesse, Narcisse et Goldmund, semble aussi avoir joué un rôle important dans l'écriture des paroles de cet album, notamment pour le titre Jack. Simon Huw Jones pose avec cet album les bases d'un imaginaire rural et romantique qui distingue And Also the Trees des groupes anglais de la même époque.
Justin Jones y utilise pour la première fois de manière systématique le son de mandoline qui restera attaché à son jeu de guitare et au son du groupe.  
L'album bénéficie à sa sortie d'un certain succès critique. Il est soutenu en Angleterre par le NME, Melody Maker, Sounds, et en France par Libération. Mark Davie considère en 1987 dans le magazine Underground que Virus Meadow est l'un des meilleurs albums de rock indépendant de la décennie (« one of the greatest indie albums of the eighties »).
Considéré comme un classique d'And Also the Trees, il a été rejoué dans son intégralité par le groupe lors d'une série de concerts donnés à l'automne 2008.

## Musiciens
- Simon Huw Jones, chant.
- Justin Jones, guitare, claviers (The Dwelling Place), claves (Jack).
- Steven Burrows, basse.
- Nick Havas, batterie.

## Titres
1. Slow Pulse Boy (5 min 13 s)
2. Maps in her Wrists and Arms (4 min 20 s)
3. The Dwelling Place (2 min 19 s)
4. Vincent Craine (6 min 24 s)

1. Jack (4 min 37 s)
2. The Headless Clay Woman (5 min 27 s)
3. Gone... like the Swallows (4 min 16 s)
4. Virus Meadow (4 min 53 s)

Tous les titres ont été écrits et composés par Simon Huw Jones, Justin Jones, Steven Burrows et Nick Havas.
L'édition vinyle allemande contenait également Scarlet Arch, face-B du single A Room lives in Lucy. Il ouvrait la face B de Virus Meadow et se situait avant Jack.